# Al 13-lea războinic
Al 13-lea războinic (titlu original: The 13th Warrior) este un film american thriller de acțiune din 1999 regizat de John McTiernan bazat pe romanul lui Michael Crichton. Rolurile principale au fost interpretate de actorii Antonio Banderas, Diane Venora, Vladimir Kulich și Omar Sharif.

## Distribuție
- Antonio Banderas - Ahmad ibn Fadlan
- Diane Venora - Queen Weilew
- Vladimir Kulich - Buliwyf (the Leader)
- Dennis Storhøi - Herger (the Joyous)
- Omar Sharif - Melchisidek
- Anders T. Andersen - Wigliff - King's Son
- Richard Bremmer - Skeld (the Superstitious)
- Tony Curran - Weath (the Musician)
- Mischa Hausserman - Rethel (the Archer)
- Neil Maffin - Roneth (the Rider)
- Asbjorn Riis - Halga (the Wise)
- Clive Russell - Helfdane (the Fat)
- Daniel Southern - Edgtho (the Silent)
- Oliver Sveinall - Haltaf (the Boy)
- Sven Wollter - King Hrothgar
- Albie Woodington - Hyglak (the Quarrelsome)
- John DeSantis - Ragnar (the Dour)
- Eric Avari - Caravan leader
- Maria Bonnevie - Olga
- Susan Willis - Wendol Mother
- Yolande Bavan - Wendol Mother Companion